# Abdoulaye Diallo
Abdoulaye Diallo (Reims, 30 de marzo de 1992) es un futbolista francés nacionalizado senegalés que juega en la demarcación de portero.

## Selección nacional
Tras jugar con la selección de fútbol sub-19 de Francia y con la sub-20, finalmente tras nacionalizarse senegalés, debutó con la selección de fútbol de Senegal el 28 de marzo de 2015 en un encuentro amistoso contra Ghana que finalizó con un resultado de 1-2 a favor del combinado senegalés tras los goles de Richmond Boakye por parte de Ghana, y de un doblete de Moussa Konaté para Senegal. Además disputó cuatro partidos de la clasificación para la Copa Mundial de Fútbol de 2018 y la fase final de la Copa Africana de Naciones 2017.

### Participaciones en Copas del Mundo
| Mundial                        | Sede  | Resultado      | Partidos | Goles |
| ------------------------------ | ----- | -------------- | -------- | ----- |
| Copa Mundial de Fútbol de 2018 | Rusia | Fase de grupos | 0        | 0     |

## Clubes
| Club                     | País       | Año       | Partidos | Goles |
| ------------------------ | ---------- | --------- | -------- | ----- |
| Stade Rennais F. C.      | Francia    | 2009-2013 | 6        | 0     |
| Stade Rennais F. C. II   | Francia    | 2010-2013 | 25       | 0     |
| Le Havre A. C. (cedido)  | Francia    | 2014-2015 | 52       | 0     |
| Stade Rennais F. C.      | Francia    | 2015-2016 | 9        | 0     |
| Çaykur Rizespor (cedido) | Turquía    | 2016-2017 | 19       | 0     |
| Stade Rennais F. C.      | Francia    | 2017-2019 | 17       | 0     |
| Gençlerbirliği S. K.     | Turquía    | 2019-2020 | 4        | 0     |
| Nottingham Forest F. C.  | Inglaterra | 2020-2021 | 0        | 0     |
| A. S. Nancy-Lorraine     | Francia    | 2022-2023 | 2        | 0     |

## Palmarés

### Títulos nacionales
| Título          | Club                | País    | Año  |
| --------------- | ------------------- | ------- | ---- |
| Copa de Francia | Stade Rennais F. C. | Francia | 2019 |